# NGC 6920
NGC 6920 (również PGC 65273) – galaktyka soczewkowata (S0), znajdująca się w gwiazdozbiorze Oktanta. Odkrył ją 21 lipca 1835 roku John Herschel.